# TalkTäglich
TalkTäglich ist eine politische Talksendung des Medienunternehmens CH Media zu aktuellen Themen. Sie wird seit 1994 montags bis donnerstags um 18:30 Uhr auf TeleZüri, Tele M1, Tele 1, TeleBärn und TVO ausgestrahlt. Zu Gast sind jeweils Politiker, Experten und Betroffene. Auch aus Sport und Kultur kommen Gäste. Sonntags wird TalkTäglich als SonnTalk produziert.

## TalkTäglich national
TalkTäglich national wird auf mehreren Regionalsendern ausgestrahlt. Moderiert wird die Sendung abwechslungsweise von Oliver Steffen, Hugo Bigi und Patricia Zuber. Die Themen sind nationale sowie internationale Themen mit Schweizer Bedeutung. Produziert wird TalkTäglich national von TeleZüri im Leonardo in Zürich.

## TalkTäglich regional
TalkTäglich regional wird in den Regionen produziert und ist nur für die Region relevant. Die Sender entscheiden selber, ob sie einen regionalen oder einen nationalen TalkTäglich ausstrahlen. TalkTäglich Zürich wird vom selben Team wie TalkTäglich national produziert, und das an den Tagen, an denen kein konzessionierter Sender den nationalen Talk sendet.
TalkTäglich regional wird häufig von TeleZüri, Tele M1 und TeleBärn produziert. Tele 1 und TVO senden ihren regionalen TalkTäglich unter anderen Namen, TVO am Mittwoch unter dem Namen «Zur Sache» und am Donnerstag als «Stammtisch».

## SonnTalk
SonnTalk wird am Sonntagabend ausgestrahlt. Der Name besteht aus den Wörtern Sonntag und Talksendung. Produziert wird sie vom selben Team wie der TalkTäglich national bzw. TalkTäglich Zürich von TeleZüri in Zürich. Ausgestrahlt wird die Sendung von meistens allen fünf Regionalsendern, wovon vier konzessioniert sind und Gebühren dafür erhalten. Um die Konzession der Sender einzuhalten, kommen die Gäste aus allen Sendegebieten. Moderiert wird SonnTalk unter anderem von Oliver Steffen.